# Santiago del Cura Elena
Santiago del Cura Elena (* 1948 in Ciruelos de Cervera, Provinz Burgos; † 15. August 2022) war ein spanischer Geistlicher und römisch-katholischer Theologe.

## Leben
Santiago del Cura Elena studierte Geisteswissenschaft, Philosophie und Theologie in Spanien, Italien und Deutschland. Er empfing am 7. Oktober 1972 die Priesterweihe für das Erzbistum Burgos und begann seine seelsorgerische Tätigkeit als Pfarrvikar der Pfarrei San Cosme y San Damián in Burgos und als Pfarrer in Villangómez, Villaverde del Monte und Cubillo del Campo, sowie als Kurat in Roa.
1974 erwarb er in Burgos einen Abschluss in Theologie und 1978 ein Sprachdiplom des Goethe-Instituts München in deutscher Sprache. 1981 wurde er an der Päpstlichen Universität Gregoriana in Rom mit der Dissertation über die Bestimmung des Vierten Laterankonzils zum Doktor der Theologie promoviert.
Er war ab 1994 ordentlicher Professor für Systematische Theologie an der Theologischen Fakultät in Nordspanien in Burgos (spanisch Facultad de Teología del Norte de España). Er war Dekan der Theologischen Fakultät (1994–2000, 2006–2009) und Präsident der Theologischen Fakultät von Nordspanien an ihren beiden Standorten in Burgos und Vitoria (2009–2012). Zudem war er Direktor des Instituts für Theologie und Spiritualität der Aula Universitaria Pensamiento y Sociedad.
Del Cura engagierte sich in vielen Gremien. Er war Mitglied der Beratenden Kommission der Spanischen Bischofskonferenz (1987–2012), Mitglied der Internationalen Theologischen Kommission in Rom (1997–2009), Ordentliches Mitglied der Päpstlichen Theologischen Akademie in Rom (seit 2007) und Mitglied des Redaktionsbeirats verschiedener theologischer Fachzeitschriften. Im April 2020 wurde von Papst Franziskus in eine Kommission zum Studium des Frauendiakonats berufen. Zudem war er Mitglied des Domkapitels der Kathedrale von Burgos.
Seit 1988 hatte er eine ständige Gastprofessur an der Theologischen Fakultät der Päpstlichen Universität Salamanca (PSA) inne. Seit 2008 war er ordentliches Mitglied der Real Academia de Doctores de España.
Studien- und Forschungsschwerpunkte waren die Theologie- und Dogmengeschichte, Pastoraltheologie, ökumenische Theologie, trinitarische Theologie, interreligiöser Dialog und Eschatologie. Er hat zahlreiche wissenschaftliche Arbeiten veröffentlicht.
Santiago del Cura Elena starb am Fest Mariä Himmelfahrt 2022 nach langer Krankheit im Alter von 74 Jahren.

## Schriften (Auswahl)
- „Nemo potest conficere hoc sacramentum (altaris) nisi sacerdos rite ordinatus“. La declaración de concilio IV de Letrán (1215) en el cuadro de las controversias del tiempo sobre con valdenses y cátaros. Rom 1983, OCLC 1112707244
- als Herausgeber: Sociedad en los tiempos finales. Burgos, 17, 18 y 19 de noviembre de 1999. Burgos 1998, ISBN 84-87152-35-X.
- als Herausgeber: El ministerio episcopal. Burgos 2001, ISBN 84-95405-15-6.
- mit Ángel Cordovilla Pérez und José Manuel Sánchez Caro: Dios y el hombre en Cristo: homenaje a Olegario González de Cardedal (El Peso de los Días, Band 42), Ediciones Sígueme 2006, ISBN 978-84-301-1595-2.
- mit Josep Gil Ribas, David Jou i Mirabent und Armand Puig i Tàrrech: Les darreries. Fi de la vida i fi del món (Cristianisme i cultura, Band 55), CRUÏLLA 2007, ISBN 978-84-661-1742-5.
- mit  J. A. Abad Ibáñez: El ministerio episcopal : plenitud del sacerdocio. Monte Carmelo 2010, ISBN 978-84-8353-257-7.
- Un solo Dios. Violencia exclusivista, pretensión de verdad y fe trinitaria en los recientes debates sobre el monoteísmo. Madrid 2010, OCLC 1132653001